# بوبان فاسوف
بوبان فاسوف (9 يناير 1986) لاعب كرة قدم صربي يلعب حاليا لصالح ياغودينا الصربي في مركز قلب الدفاع من 2014.

## روابط خارجية
- بوبان فاسوف على موقع قاعدة بيانات كرة القدم.إي يو (الإنجليزية)